# Воронков, Иван Фёдорович
Ива́н Фёдорович Воронко́в (1866 — ?) — крестьянин, член Государственной думы I созыва от Херсонской губернии.

## Биография
Православный, крестьянин села Привольного Привольнинской волости Херсонского уезда.
Состоял выборщиком в I Государственную думу от общего состава выборщиков Херсонского губернского избирательного собрания. Баллотировался в депутаты, но не набрал нужного числа голосов. 15 апреля 1906 зачислен кандидатом в депутаты от общего состава выборщиков Херсонского губернского избирательного собрания. Стал членом Государственной думы, заняв место В. Г. Леонова, сложившего 10 мая 1906 года депутатские полномочия.
Судьба после роспуска Думы неизвестна.